# Paul Ramm
Paul Louis Ramm (22. februar 1882 på Frederiksberg – 8. maj 1977 sammesteds) var en dansk officer og politiker, bror til Axel Ramm og far til Peter Godfred Ramm.
Ramm var søn af oberstløjtnant og direktør P.G. Ramm og hustru, blev student 1900 fra Metropolitanskolen, gennemgik 1901-03 Hærens Officersskole, blev 1903 sekondløjtnant og samme år premierløjtnant i Ingeniørkorpset og gennemgik 1905-08 den særlige ingeniørafdeling. 1908-09 var han til tjeneste i det franske ingeniørkorps og fik 1909 certifikat fra Sorbonne i Phonétique internationale, året efter desuden internationalt certifikat som ballonfører. 1915 blev han kaptajn, var 1916-32 chef for Hærens Ballonpark, 1917-26 chef for Søfrontens bygningsdistrikt, 1927-28 for korpsets skoler, 1929-30 stabschef ved korpset. 1930 blev Paul Ramm oberstløjtnant og chef for Ingeniørdirektionen, var 1931-33 chef for 1. pionerbataljon, blev oberst 1933, året efter generalinspektør for Ingeniørtropperne og direktør for Hærens Bygningstjeneste og 1938 generalmajor. Under Danmarks besættelse var Ramm regeringens forbindelsesofficer med den tyske værnemagt 1943-44 og fik afsked fra Forsvaret 1947.
1917-25 var han medlem af Luftfartskommissionen, 1913-16 formand for Ingeniørofficersforeningen, senere flere år formand i Selskabet til Udgivelse af Tidsskrift for Ingeniørofficerer, hvori han skrev en del artikler mens han i de foregående år havde været flittig medarbejder ved Militært Tidsskrift. Ramm var også medvirkende ved opførelsen af kaserner og anlæg af øvelsespladser.
1929-37 var han medlem af Frederiksberg Kommunalbestyrelse for Det Konservative Folkeparti med det tekniske område som særligt felt og medlem af sundhedskommissionen og var medlem af Konservativ Vælgerforenings hovedbestyrelse fra 1939 til 1972. 1943-50 sad han i Københavns Borgerrepræsentation for samme parti.
1912-35 var han medlem af bestyrelsen for Aëronautisk Selskab, 1918-56 bestyrelsesmedlem i A/S Frederiksberg Jernstøberi og Maskinfabrik (formand 1922-39), medlem fra 1927 og formand i A/S Lyngby-Nærum-Banen 1937-64. Han var desuden medlem af Folkebankens repræsentantskab fra 1929 og bestyrelse 1929-63, af repræsentantskabet og stående udvalg for Østifternes Hypotekforening (senere Byernes Hypotekforening) fra 1933, af repræsentantskabet for Københavns Brandforsikring 1938-67, af bestyrelsen for A/S Dansk Moler Industri 1943-52 (formand 1944-52), af Hempels Legatfond og bestyrelse til 1968, af bestyrelsen for A/S Frederiksberg Bade- & Svømmeanstalt 1934-42. Desuden revisor i A/S Vølund 1956-72 samt i Forsikrings-Aktieselskabet Hafnia Skade (Danske Phønix) fra dettes start til 1966.
Ramm blev Ridder af Dannebrog 1923, Dannebrogsmand 1930, Kommandør af 2. grad 1936 og af 1. grad 1946.
Han blev gift 30. juni 1909 i Paris (Svenske legation og Mairerie St. Sulpice) med Gerda Frederika Odén (21. februar 1883 i Stockholm – 27. november 1965 på Frederiksberg), datter af fabrikant Alfred Wilhelm Odén (1851-1894) og Sophie Frederique Bergmann (1853-1913).
Han er begravet på Frederiksberg Ældre Kirkegård.